# Dormaa East new
Dormaa East new är ett distrikt i Ghana.   Det ligger i regionen Brong-Ahaforegionen, i den sydvästra delen av landet, 300 km nordväst om huvudstaden Accra.